# Turnhose

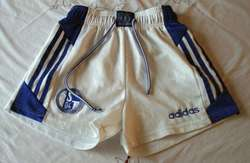
Fußballhose mit längerem Bein

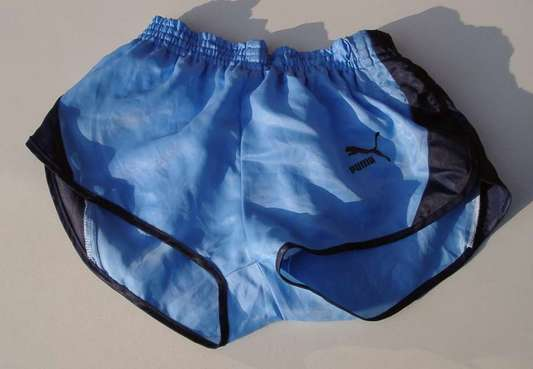
Leichtathletik-Sprinterhose der 1970er Jahre aus Nylon-Glanzstoff mit Baumwollinnenslip

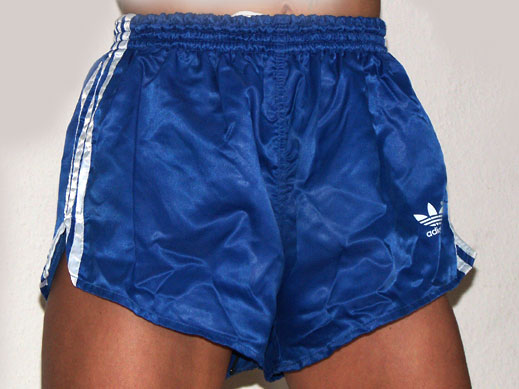
Franz-Beckenbauer-Sporthose der 1970er Jahre

Turnhose, auch Sporthose genannt, ist die Bezeichnung einer kurzen Hose, die vorwiegend beim Sport Verwendung findet, teilweise aber auch als Alltagskleidung (sowohl als Oberbekleidung als auch als Badebekleidung und Unterhose). Der Bezug zum Begriff „Turnen“ bezieht sich weniger auf die Disziplinen Geräte- und Bodenturnen, als auf Turnen als Bewegungskultur. Mit den Turnhosen verwandt sind die Shorts, die Begriffe werden oft gar synonym verwendet.
Es handelt sich bei der Turnhose um eine locker sitzende kurze Hose mit Gummizug am Bund. In leichten schnittlichen Variationen kommt sie bei mehreren Sportarten zum Einsatz. Während die Turnhosen zuerst meistens aus Baumwolle waren, wurden sie ab den 1970er Jahren vermehrt aus Nylon-Glanzstoff hergestellt. Moderne Turnhosen bestehen meistens aus atmungsaktiven synthetischen Mischungen, z. B. Climalite, Coolmax, Tactel. Vor Wettkämpfen, zum Aufwärmen oder bei kalter Witterung wird über oder anstelle der Sporthose und zugehörigem T-Shirt ein Sportanzug getragen.
Meist besitzen sie einen eingearbeiteten Innenslip und können ohne Unterhose getragen werden. Werden sie als Badehosen verwendet, was besonders bei der männlichen Jugend verbreitet ist, wird dies aus hygienischen Gründen in einigen Badeanstalten auch so erwartet. Da dies jedoch unmöglich zu kontrollieren ist,  werden besonders in Frankreich in Badeanstalten oft nur noch eng anliegende Badeslips geduldet.

## Fußballshorts
Populär sind insbesondere die Fußballshorts, die seit den 1970er Jahren auch zunehmend als Freizeitkleidung an Bedeutung gewannen und aktuell wieder ein Revival erfahren. Die Turnhose wird oft mit einem T-Shirt oder beim Sport mit einem Trikot kombiniert. Die Beliebtheit betrifft insbesondere spezielle Glanzhosen der 70er Jahre, bekannt geworden durch den Fußballer Franz Beckenbauer. Sie sind heute begehrte Sammlerstücke und werden auf Internetauktionen gehandelt, wobei seltene Exemplare dreistellige Eurobeträge erzielen können. Die in den Farben und Mustern von Sportvereinen – besonders Fußballclubs – gehaltenen Hosen und T-Shirts für Fans sind Fanartikel.  

## Sprinter-Shorts und Boxerhosen
Daneben gibt es Turnhosen noch als Sprinter-Shorts. Ähnlich geschnitten, aber mit deutlich breiterem und höher sitzendem Gummizug-Bund sind die Shorts, die im Box-Sport getragen werden. „Boxershorts“ als Unterwäsche orientieren sich daran nur vereinfacht und ähneln eher den Fußballshorts.

## Anders geschnittene Turnhosen
Für Frauen, Mädchen und Jungen (bei Jungen aber nur bis zum Alter von etwa zehn Jahren) gab es etwa  zwischen 1960 und 1990 Turnhosen in Slipform, die zwar umgangssprachlich Turnslips genannt, im Katalog aber unter der Bezeichnung Turnhose geführt wurden. Als Material verwendete man anfangs schwarzen Doppelripp und Helanca. Passend dazu gab es auch die Turnhemden.